# محوطه باستانی ازبکی
محوطهٔ باستانی ازبکی یکی از محوطه‌های باستانی ارزشمند تاریخی فلات ایران واقع در شهرستان نظرآباد از شهرستان‌های استان البرز می‌باشد.
ازبکی محوطهٔ باستانی گسترده‌ای است که از یک تپهٔ بلند مرکزی (تپهٔ الف) به ارتفاع ۲۶ متر از سطح زمین‌های اطراف و تعدادی تپهٔ کوتاه تشکیل شده‌است که ارتفاع بلندترین آن‌ها از چند متر تجاوز نمی‌کند. برای این محوطهٔ باستانی می‌توان وسعتی برابر صد هکتار به ابعاد یک کیلومتر در یک کیلومتر در نظر گرفت.
محوطهٔ باستانی ازبکی در زمین‌های کشاورزی روستا واقع شده‌است. بخش‌هایی از این محوطهٔ باستانی نه هزار ساله را کارشناسان مرکز باستان‌شناسی ایران در سال ۱۳۴۸ خورشیدی مورد شناسایی قرار داده و در سال ۱۳۵۲ به شمارهٔ ۹۵۵ در فهرست آثار ملی ایران به ثبت رسیده‌است.

## حفاری‌ها و بررسی‌های انجام شده در محوطهٔ ازبکی
بخش‌هایی از محوطهٔ باستانی ازبکی را کارشناسان مرکز باستان‌شناسی ایران در سال ۱۳۴۸ خورشیدی مورد شناسایی قرار داده و در سال ۱۳۵۲ به شمارهٔ ۹۵۵ در فهرست آثار ملی ایران به ثبت رسانیده‌اند.
یحیی کوثری در سال‌های ۵۴–۱۳۵۳ و ۱۳۵۷ تپهٔ اصلی ازبکی (دژ مادها) را مورد بررسی قرار داده‌است. خسروپور بخشنده از کارشناسان پیشین میراث فرهنگی استان تهران نیز در سال ۱۳۷۳ با ترسیم نقشهٔ حریم تپه‌های ازبکی الف و ب گزارشی در این زمینه ارائه کرده‌است
.

### فصل‌های حفاری در محوطهٔ باستانی ازبکی
نخستین فصل سلسله حفریات باستان شناختی محوطهٔ ازبکی از ۱۵ آذر تا ۱۹ دی ۱۳۷۷ به مدت ۳۵ روز انجام شد. گروه حفاری فوق با سرپرستی دکتر یوسف مجیدزاده و معاونت خسرو پوربخشنده و دو کارشناس و فعالیت ده کارگر محلی، این مهم انجام پذیرفت.
دومین فصل حفاری از روز ۱۲ مهر تا ۱۲ آذرماه ۱۳۷۸ به مدت دو ماه با افزایش تعداد کارشناسان به دوازده نفر صورت پذیرفت.
سومین فصل کاوش در پاییز ۱۳۷۹ با حضور ۷۰ کارگر و چهارمین فصل آن با حضور ۱۵۰ کارگر در ۲۰ شهریور ۱۳۸۰ آغاز شد و در ۹ آذرماه همان سال پایان یافت.
پنجمین فصل کاوش در این محوطه در پاییز ۱۳۸۱ به مدت ۷۵ روز با اعتباری بالغ بر ۴۰ میلیون تومان در پنج تپهٔ ازبکی انجام شد.
ششمین فصل کاوش در این محوطه پس از دو سال وقفه در پاییز ۱۳۸۴ انجام شد. هدف این حفاری، دستیابی به خاک بکر به منظور پی بردن به دوره‌های مختلف تمدنی و فرهنگی در چهار تپهٔ محوطهٔ باستانی ازبکی بود.

## تپه‌های محوطهٔ باستانی ازبکی
براساس کاوش‌های صورت گرفته، محوطهٔ باستانی ازبکی در برگیرندهٔ شش هزار سال بقایای فرهنگی پیش از تاریخ و اوایل دوران تاریخی ایران از نیمهٔ اول هزارهٔ هفتم تا نیمهٔ نخست هزارهٔ اول پیش از میلاد مسیح یعنی دوران مادها است. ازبکی محوطهٔ باستانی گسترده‌ای برابر با صد هکتار و ۱۰ تپهٔ ارزشمند است که شش تپه از آن را گروهی از باستان‌شناسان ایرانی به سرپرستی دکتر یوسف مجیدزاده (از سال ۱۳۷۷ تا ۱۳۸۴) حفاری کرده‌اند.
مجموعه این تپه‌های محوطهٔ باستانی به شرح زیر آورده شده‌است:

### ۱- یان تپه
در این تپهٔ کم‌ارتفاع، بقایای پنج دوره معماری خشتی دوره‌های فرهنگی هزتره هفتم و ششم پیش از میلاد شناسایی شده‌است.

### ۲- جیران تپه
این تپه با ۲ متر ارتفاع در فاصلهٔ ۲۵۰ متری جنوب‌غربی تپهٔ مرتفع و ۳۰۰ متری شمال‌شرقی یان تپه قرار دارد. در آن استقرارهایی هم‌زمان با یان تچه تا قرن هفتم هجری قمری وجود داشته ولی با تناوب متروک شده و چندی بعد استقرار جدیدی صورت گرفته‌است. البته میانه‌های هزارهٔ ششم تا اواسط هزارهٔ دوم پیش از میلاد در این تپه برای چندین هزاره، استقرار وجود نداشته‌است.<ref">یوسف مجیدزاده فصل نامه‌های حفریات باستان‌شناختی در محوطهٔ ازبکی</ref>

### ۳- دوشان تپه
این تپه در حدود ۲۵۰ متری غرب تپهٔ مرتفع قرار دارد. نتیجهٔ حفریات در آن تاکنون به شناسایی سه دوره معماری از عصر آهن منجر شده که به مهاجران صاحب سفال خاکستری تعلق دارد. متأخرترین بقایای بر جای مانده از این سه دوران به دوران مادها است و دو دورهٔ کهن‌تر به اوایل و اواسط استقرار مردمان یعنی از نیمهٔ دوم هزارهٔ دوم تا پادشاهی مادها مربوط می‌شود.

### ۴- گوموش تپه
این تپه در غرب تپهٔ مرتفع و در ۲۲۰ متری شمال‌غربی جیران تپه قرار دارد. متأسفانه روی این تپه ویلای به نسبت گسترده و مجلل مالک زمین‌های اطراف محوطه ساخته شده‌است. سفال‌های این تپه بیشتر از نوع سفال‌های دوره‌های اول و دوم در تپهٔ سیلک کاشان، چشمهٔ علی ری و قره تپه شهریار است.

### ۵- مارال تپه
این تپه در حدود ۵۰ متری دامنهٔ غربی تپهٔ مرتفع بر سر راه دوشان تپه قرار دارد. در این تپه افزون بر شناسایی تعدادی گورخمرهٔ مادی از سکویی بزرگ مربوط به نیمهٔ دوم هزارهٔ چهارم پیش از میلاد نیز خاک برداری شده‌است.

### ۶- تپهٔ مرتفع ازبکی (دژ مادی)
محوطهٔ ازبکی در اواسط هزارهٔ دوم پیش از میلاد به شهر بزرگی تبدیل شد. در مرکز این شهر و بر روی بقایای باستانی و پیش از تاریخ، تپه‌ای در ارتفاع ۱٬۲۰۰ متر ارتفاع از سطه دریا و با ۲۶ متر از سطح زمین‌های همجوار، قلعه‌ای به وسعت تقریبی ۲٬۲۰۰ متر مربع با حصاری عظیم به عرض ۷ متر ساخته شد. از این تاریخ تا پایان عصر پادشاهی مادها سه قلعهٔ دیگر بر روی ویرانه‌های نخستین قلعه بر پا شد که آخرین آن‌ها دژ مادی با وسعتی بالغ بر ۹۰۰ متر مربع است. این تپه که خود کهن دژ این محوطهٔ باستانی است، دژ مادی نام دارد و در ۸ مهر ۱۳۵۲ با شمارهٔ ۹۵۵ در فهرست آثار ملی ایران به ثبت رسیده‌است.

## شگفتی‌های باستانی ازبکی
این محوطهٔ باستانی با توجه به قدمت قابل توجه و اسکان اجتماعات بشری در دوره‌های مختلف تاریخی، شگفتی‌ها و ویژگی‌های خاصی را در خود جای داده‌است که شرح مختصری از آن در موارد زیر آورده شده‌است.

### ۱- خشت‌های نه هزار ساله
«یان تپه» یکی از تپه‌های باستانی این محوطه است که در ۷۰۰ متری تپهٔ مرتفع (دژ مادی) قرار دارد. در این تپهٔ کم‌ارتفاع بقایای کهن‌ترین روستای ایران متعلق به دوره‌های فرهنگی هزارهٔ هفتم و ششم پیش از میلاد شناسایی شده‌است. کهن‌ترین خشت‌های دست‌ساز بشر از «یان تپه» کشف شده‌است. این در حالی است که کهن‌ترین خشت‌های شناخته شده در فلات مرکزی ایران تا پیش از حفریات محوطهٔ ازبکی تنها از تپهٔ سیلک در نزدیکی کاشان و تپهٔ زاغه در دشت قزوین به دست آمده بود. آثار محوطهٔ ازبکی به شکل یک روستای کوچک پیش از تاریخی به وسعت تقریبی یک هکتار است. شواهد نشان می‌دهد که ۱۵ تا۲۰ خانوار در این روستا ساکن بوده‌اند. خشت‌های نه هزار ساله یان تپه بیشتر پوک هستند و چون با دست شکل گرفته‌اند، اندازه‌ها و ابعاد مختلفی دارند. همچنین آثار معماری این تپه نشان دهندهٔ دورهٔ آغاز خشت‌سازی در ایران است چرا که هنوز ساکنان آن با تکنیک معماری و دیوار سازی به‌طور کامل آشنایی نداشتند و خشت‌ها را با دست شکل داده و بر روی هم می‌چیدند. طی کاوش‌های صورت گرفته آثاری از وجود سقف در هیچ‌یک از خانه‌های یان تپه به دست نیامده است بلکه کوچکی بیش از حد معمول آن‌ها اشاره بر سرپوشیده بودنشان با وسایل بسیار ابتدایی مانند شاخ و برگ درختان و به احتمال اندودی از گل یا کاهگل بر روی آن‌ها دارد. در این سکونتگاه، مردم مردگان خود را در کف اتاق‌های مسکونی دفن کرده و سپس کف آن‌ها را خشت فرش می‌کردند.

#### محوطهٔ باستانی ازبکی و گفتگوی تمدن‌ها
محمد خاتمی (رئیس‌جمهوری وقت) در همایش جهانی گفتگوی تمدن‌ها، خشتی ۹ هزار ساله را به عنوان سند قدمت فرهنگ و مدنیت ایران به کوفی عنان (دبیرکل پیشین سازمان ملل متحد) هدیه کرد. این همایش در روز سه‌شنبه ۱۵ شهریور ۱۳۷۹ (۵ سپتامبر ۲۰۰۰ میلادی) در شهر نیویورک انجام شد.

### ۲- معبد رنگین یان تپه
یکی از مهم‌ترین آثار یان تپه متعلق به هزارهٔ هفتم پیش از میلاد، بخشی از یک بنای بسیار زیبا است که قسمت شمالی آن حدود ۶۰ سانتی‌متر مرتفع‌تر از قسمت‌های دیگر ساخته شده‌است و دستیابی به آن از دو راه پله در شمال‌شرق و شمال‌غرب امکان‌پذیر است. رنگ اخرایی دیوارها و کف تمامی مجموعه و وسعت چشمگیر آن نسبت به معماری در لایه‌های بالاتر اشاره بر اهمیت این ساخت و ساز به عنوان محلی عمومی و به احتمال فراوان جایگاهی مقدس همچون عبادتگاه دارد. از نکات بی‌سابقهٔ معماری یان تپه ۱۲ نوع کف سازی فضاهای معماری است که در مراحل مختلف سکونت در این دهکدهٔ باستانی به دست آمده‌است و از نظر تنوع در معماری پیش از تاریخ ایران بی‌نظیر است.

### ۳- دستیابی ساکنان پیش از تاریخ محوطهٔ ازبکی به سیمان
از آغاز دومین فصل کاوش در محوطهٔ ازبکی، باستان‌شناسان به کف‌های سخت ساروج مانند در معماری‌های یان تپه برخورد کردند. از نظر آنان پذیرش این که در دورانی آن چنان کهن، انسان توانسته به فرمول ساخت ساروج مانند دست یابد، بسیار دشوار می‌نمود. غافل از اینکه در فاصلهٔ چند کیلومتری شمال غربی محوطهٔ ازبکی یکی از بزرگ‌ترین کارخانه‌های تولید سیمان (کارخانهٔ سیمان آبیک) قرار داشت. برهمین مبنا در گزارش سومین فصل حفاری در محوطهٔ ازبکی آمده‌است:
«بی‌تردید ساکنان پیش از تاریخ فلات مرکزی در محوطهٔ ازبکی در چند کیلومتری شمال غرب روستاهای خود به وجود خاک سیمان در کوهپایه‌های جنوب البرز پی برده بودند و از آن در ساختن کف‌های شنی استفاده می‌کرده‌اند.»

### ۴- لوح آغاز عیلامی، سند همکاری تجاری ازبکی و شوش
باستان شناسان در یکی از روزهای سرد پاییز سال ۱۳۷۸، یک لوح گلی باستانی را در مارال تپه کشف کردند که با مطالعهٔ آنت نتایج شگفت‌انگیزی به دست آمد. مارال تپه از اواسط هزارهٔ چهارم پیش از میلاد مسیح این سند افتخارآمیز را در دل پر راز خویش حفظ کرده‌است. این لوح گلین بیشتر شبیه گل نبشته‌های دوران آغاز عیلامی است که ارقام و نشانه‌های آن تاکنون مشاهده نشده‌است. به نظر می‌رسد لوح به دست آمده بخشی از یک لوح محاسباتی باشد. در آن ارقام بیشتر به صورت سوراخ‌های کوچک گرد در اثر ناخن یا وسیله‌ای مانند آن ایجاد شده‌است و پیش از بازکردن حساب مجدد به کمک خطی افقی حساب پیشین را به اصطلاح بسته‌اند. ورز گل چنان به خوبی انجام گرفته که جنس آن به‌طور کامل فشارده و سخت شده‌است و حتی یک حباب هر چند کوچک هوا هم در سطح لوح به چشم نمی‌خورد. طول این قطعه در حالت کنونی ۶٫۷ و عرض آن ۵٫۷ سانتی‌متر است اما به نظر می‌رسد که در اصل ابعادی به مراتب بیشتر از این داشته‌است.

### ۵- بناهای آریایی‌ها در ازبکی
مدارک به دست آمده از مهاجرت آریایی‌های دارای سفال خاکستری متعلق به هزارهٔ دوم تا پیش از تأسیس پادشاهی مادها بیشتر شامل قبرها و گورستان‌ها بوده‌است. اعتقاد عمومی باستان‌شناسان بر آن است که آریایی‌های اولیه، زندگی چادرنشینی داشته‌اند. حال آن که در محوطهٔ ازبکی (دوشان تپه) آثاری از سه بنای عظیم مشاهده شده که قطر حصار کهن‌ترین آن‌ها در حدود هفت متر و وسعت آن بیش از ۲٬۰۰۰ متر مربع است.
وجود دو دوره معماری در این مکان نشان می‌دهد که در دورهٔ دوم از بقایای دیوار اولیه به عنوان پی استفاده شده‌است و دیوارهای نو را بر روی آن بنا کرده‌اند. کارشناسان معتقدند، وجود دیوارهای قطور در این بناهای باستانی نشان دهنده آن است که این بناها برای استفاده عمومی یا عبادتگاه کاربری داشته‌اند. تمامی این بناها خشتی بوده و بنا به شواهد موجود احتمالاً سطح دیوارها را نخست با لایه‌ای از گل و کاه اندود کرده و سپس سطح آن را با رنگ سفید گچ یا آهک می‌پوشاندند. این اتلق‌ها همگی ستون‌دار هستند. از سکونت گاه‌های آریایی‌ها افزون بر معماری، مقادیر فراوانی سفال خاکستری و نخودی به صورت ساده و منقوش همراه با پایه‌های سفالی به دست آمده‌است که دلیلی بر حضور مادها و اجداد آن‌ها در این منطقه است. گورستان متعلق به این مردم در ۲۵۰ متری جنوب بناهای شناسایی و حفار یشده و همچنین آثاری از این مهاجران سفال خاکستری در جیران تپه محوطهٔ ازبکی به دست آمده‌است.